# (17166) Secombe
Pour les articles homonymes, voir Secombe.
(17166) Secombe est un astéroïde de la ceinture principale.

## Description
(17166) Secombe est un astéroïde de la ceinture principale. Il fut découvert le 17 juin 1999 à Reedy Creek par John Broughton. Il présente une orbite caractérisée par un demi-grand axe de 3,09 UA, une excentricité de 0,07 et une inclinaison de 4,7° par rapport à l'écliptique.

## Compléments